# كبودبند
كبودبند (بالفارسية: کبودبند) هي قرية تقع في طهران في إيران.